# Hans-Joachim Arndt (Politikwissenschaftler)
Hans-Joachim Arndt (* 15. Januar 1923 in Magdeburg; † 3. Oktober 2004 in Schriesheim) war ein deutscher Politikwissenschaftler. Er wird zum Kreis um Carl Schmitt gerechnet und vertrat das Konzept einer „politischen Lageanalyse“. In seiner „konkreten Lageanalyse“ hielt er den Status der Deutschen als Besiegte nach dem Zweiten Weltkrieg für entscheidend und kritisierte die Politikwissenschaft als durch die Amerikaner beeinflusst. Arndt gilt politisch als Vertreter der Neuen Rechten, der sowohl an neokonservativen Einrichtungen und Zeitschriften wie auch an Veranstaltungen und Publikationen mitwirkte, die vom Verfassungsschutz als rechtsextrem eingestuft wurden.

## Leben
Hans-Joachim Arndt war der Sohn des Kaufmannes Oscar Arndt (1880–1930) und dessen Ehefrau Elfriede, geborene Heinrich (1893–1979). Er schlug zunächst eine Karriere als Offizier der Kriegsmarine ein, besuchte ab September 1940 die Marineschule Mürwik (Crew 1940) und nahm am Zweiten Weltkrieg teil, zuletzt als Offizier auf dem Torpedoboot  T 16. Nach seiner Rückkehr aus der Kriegsgefangenschaft im Herbst 1947 studierte Arndt ab dem Sommersemester 1948 Volkswirtschaft, Politik, Philosophie und Völkerrecht  an der Eberhard Karls Universität Tübingen bei Carl Brinkmann. Über das Institut für Weltwirtschaft in Kiel wechselte er 1949 an die Ruprecht-Karls-Universität Heidelberg, wo er in den engeren Schülerkreis um Alfred Weber beziehungsweise später um Alexander Rüstow aufgenommen wurde. 1950/51 studierte er an der Washington University in St. Louis und erwarb dort einen „Master of Arts in Sociology, Economics, and Political Science“.
Arndt promovierte am 20. Juni 1952 bei Rüstow „Über die Ursachen der Geschichtsvergessenheit der amerikanischen Soziologie“ zum Dr. phil. und war von Frühjahr bis Herbst 1952 für eine beratende Tätigkeit bei den deutschen Gewerkschaften Hilfsassistent Alfred Webers. 1952/53 hielt er sich als „Research Scholar“ am Littauer Center an der Harvard University auf. Ein weiterer Aufenthalt führte ihn 1957/58 an die Sorbonne in Paris, wo er gleichzeitig als Pressevertreter arbeitete. In Deutschland nahm er von 1954 bis 1956 Tätigkeiten als Pressereferent in Industrie, Bankenwesen und Presse wahr. Von 1956 bis Ende Oktober 1957 arbeitete er als wirtschaftspolitischer Referent in der Bundesleitung der FDP. Er trat während des Wahlkampfes auf Wahlversammlungen im ganzen Bundesgebiet auf und war maßgeblich an der Ausarbeitung der Abschnitte Wirtschafts- und Finanzpolitik des Hamburger Aktionsprogramms beteiligt. Er verfasste außerdem die Werbebroschüre Wirtschaftspolitik, die im August 1957 in einer Auflage von 12.000 Exemplaren erschien. Ab 1958 war Arndt als freier Wirtschaftsberater tätig, zuletzt bei der Fort- und Weiterbildung von Führungskräften der Wirtschaft (darunter die Baden-Badener Unternehmergespräche). 1960 heiratete er die Buchhändlerin Margit, geborene Zembsch (* 1933); das Paar bekam zwei Töchter.
Schon seit 1955 stand Arndt in enger Verbindung mit Carl Schmitt. Er wird zur dritten Generation bundesrepublikanischer Schüler Schmitts gerechnet und als Vertreter des nationalistischen Rechts-Schmittismus gesehen. Engeren Umgang pflegte er mit Jacob Taubes und George Schwab. Obwohl er 1961 ein Gesuch zur Habilitation in Heidelberg zurückziehen musste, wurde Arndt 1968 auf Vermittlung Ernst Forsthoffs auf den Lehrstuhl für Politische Wissenschaft an der Universität Heidelberg berufen. In Heidelberg wurde er mit den Studentenprotesten konfrontiert. 1969 sah er sich nach einer Besetzung des Instituts für Politische Wissenschaften durch etwa 1000 Studenten zur zeitweiligen Schließung des Instituts gezwungen. Auch er selbst und seine Seminare wurden Zielscheibe von Angriffen, die ihn seine Lehrtätigkeit 1972 zeitweise unterbrechen ließen. Ab Sommersemester 1974 war er für ein Jahr Dekan der Philosophisch-Historischen Fakultät der Universität Heidelberg. Von 1969 bis 1976 war er Mitglied des Beirats der Friedrich-Naumann-Stiftung, von 1969 bis 1973 dessen Vorsitzender. Ende März 1988 wurde Arndt emeritiert.

## Werk
Seinen Ansatz bezeichnete Arndt als „Politische Lageanalyse“. Dazu übertrug er den im militärischen an konkreten „Lagen“ ausgerichteten Planungs- und Entscheidungsprozess auf den Bereich der Politik und ordnete ihn einer konfrontativen Machtlogik unter. Zwar wollte er sein heuristisches Modell einerseits im vermeintlich ideologiefreien Raum der Politikwissenschaft verortet sehen, andererseits  attestierte er der Lageanalyse, konkrete politische Entscheidungshilfen geben zu können. Politikwissenschaft musste nach seiner Ansicht sich zunächst über die „Grund-Lage“ klar werden. In einem seiner bekanntesten Werke, Die Besiegten von 1945 (1978), konstatierte er, die herrschende Politikwissenschaft habe das zentrale Ereignis der Niederlage übersehen und den Zustand der Deutschen nach 1945 als Besiegte in einem geteilten Deutschland („Grund-Lage“) ignoriert. In diesem Versuch einer Politologie für Deutsche kritisierte er, dass die westdeutsche Politikwissenschaft nach 1945 entscheidend durch die Amerikaner beeinflusst worden sei. Dadurch sei es nicht möglich gewesen, an eine den Deutschen gemäße Tradition der Politikwissenschaft anzuknüpfen. Arndt warf dabei insbesondere linksliberalen und sozialdemokratischen Hochschullehrern vor, sich radikalen Tendenzen nicht genügend entgegenzustellen.
Arndt wird zum engeren Kreis der Autoren der neurechten Zeitschrift Criticón gerechnet. Seine „Politische Lageanalyse“ stellte, so Friedemann Schmidt, „das Kernstück des neu-rechten Großmacht-Diskurses in den der Wiedervereinigung folgenden Jahren dar – sie bestimmt Form und Inhalt jener Beiträge, die um eine neue internationale Führungsrolle Deutschlands kreisen“. Auf Grund der strategischen Analyse der eigenen Lage sowie der „Feindlage“ sollte der „Entschluß“ zur Durchsetzung nationaler Interessen gefasst werden.
1983 schloss sich Arndt dem von Armin Mohler gegründeten „Deutschlandrat“ an, dem auch Hellmut Diwald, Bernard Willms, Robert Hepp, Wolfgang Seiffert und Franz Schönhuber angehörten. Der erste Teil dessen von Arndt mit unterzeichneten Erklärung von 1984, in welcher die „Entkriminalisierung unserer Geschichte als Voraussetzung für ein selbstverständliches Nationalbewußtsein“ gefordert wurde, ging fast wörtlich in die Präambel des „Siegburger Manifestes“ der Partei Die Republikaner vom 16. Juni 1985 ein.
1981 machte Arndt von sich reden, als er für die Bayerische Staatskanzlei ein Gutachten über die Förderungstätigkeit der Deutschen Gesellschaft für Friedens- und Konfliktforschung erstellte, auf dessen Grundlage die Länder Baden-Württemberg und Schleswig-Holstein sich aus deren Finanzierung zurückzogen. Der Politikwissenschaftler Edwin Czerwick sieht darin ein besonders prägnantes Beispiel für „Politik in Verkleidung der Politikwissenschaft“ zur Durchsetzung politischer Ziele.

## Schriften
- Öffentlichkeit als Staatsersatz. In: Archiv für Rechts- und Sozialphilosophie (ARSP).42, Nr. 2, 1956, S. 239–247.
- Über den Topos der Arbeit, der Beschäftigung und des Verhaltens zu technischen Gegenständen. In: Archiv für Rechts- und Sozialphilosophie (ARSP).44, Nr. 4, 1958, S. 543–556.
- Politik und Sachverstand im Kreditwährungswesen. Die verfassungsstaatlichen Gewalten und die Funktion von Zentralbanken. Duncker & Humblot, Berlin 1963.
- Die Rolle der Führung und die Versachlichung der Unternehmensleitung. In: Unternehmensführung. Weiterbildung des Führungsnachwuchses in Deutschland. Berichte zur Düsseldorfer Tagung der Europäischen Vereinigung von Instituten zur Weiterbildung von Führungskräften der Wirtschaft. 1965, S. 63–84.
- Unternehmensführung als Fachberuf? Zur Kritik der Management-Ausbildung. Girardet, Essen 1966.
- West Germany. Politics of non-planning. Syracuse Univ. Press, Syracuse, NY 1966.
- mit Siegfried Faßbender und Hans Hellwig: Weiterbildung wirtschaftlicher Führungskräfte an der Universität. Denkschrift des Deutschen Instituts zur Förderung des Industriellen Führungsnachwuchses. Econ-Verl, Düsseldorf 1968.
- Verfassungsstandard und Gebietsstatus. In: Studium generale. Zeitschrift für interdisziplinäre Studien. 22, Nr. 8, 1969, S. 783–813.
- und Siegfried Faßbender: Management-Weiterbildung im Betrieb. Erfahrungen aus Feldstudien in Deutschland. Knapp, Frankfurt/M. 1971.
- Die Besiegten von 1945. Versuch einer Politologie für Deutsche samt Würdigung der Politikwissenschaft in der Bundesrepublik Deutschland. Duncker & Humblot, Berlin 1978, ISBN 3428042387.
- Die Politikwissenschaft in der Bundesrepublik Deutschland. In: Jahrbuch des öffentlichen Rechts der Gegenwart. 29 (1980), S. 1–41.
- Die staatlich geförderte Friedens- und Konfliktforschung in der Bundesrepublik Deutschland von 1970 bis 1979. Wissenschaftliches Gutachten über die Förderungstätigkeit der Deutschen Gesellschaft für Friedens- und Konfliktforschung (DGFK). Bayer. Staatskanzlei, München 1981.
- Identitätsstörungen bei Jugendlichen und Geschichtsbewusstsein. Neuere Entwicklungen bei der Pflege eines deutschen Geschichtsbildes in der Bundesrepublik. In: Hamburger Jahrbuch für Wirtschafts- und Gesellschaftspolitik. 27 (1982), S. 115–134.
- u. a.: Inferiorität als Staatsräson. [6 Aufsätze zur Legitimität der BRD]. Sinus-Verl, Krefeld 1985, ISBN 3882892099.
- Politische Lageanalyse. In: Dieter Nohlen u. Rainer Olaf Schulze (Hrsg.): Pipers Wörterbuch zur Politik. Band 1: Politikwissenschaft. Theorien – Methoden – Begriffe. Piper, München 1985, S. 754–757.